# 1870

## أحداث
- تأسيس مدينة تيمبيرلي وتقع حاليا في الأرجنتين.
- تأسيس مدينة بوساداس، ميسيونيس وتقع حاليا في الأرجنتين.
- تأسيس مدينة بوندابيرج وتقع حاليا في أستراليا.
- 27 مايو: تأسيس مدينة توباراو وتقع حاليا في البرازيل.
- 19 سبتمبر: بدء حصار باريس والذي استمر إلى 28 يناير 1871.
- نهاية حرب الباراغواي في 1 مارس 1870 والتي بدأت في 27 ديسمبر 1864.
- بداية الحرب الفرنسية البروسية في 19 يوليو 1870 والتي انتهت في 10 مايو 1871.

## مواليد
- أدولف لوس
- أوساتشي هاماغوتشي
- أوسكار شتراوس
- إبراهيم بك إبراهيم الزهيري
- إرنست بارلاخ
- إيفان بونين
- العربي بن صاري
- جمال الدين تشاوشيفيتش
- جن بيرين
- جورج لوسون شيلدون
- جوستاف باور
- جول بورديه
- جون سموتس
- جون كالهون فيليبس
- داود حسني
- رضا الواعظ
- روزا لكسمبورغ
- سليم أحمد عبد الهادي
- سليم قبعين
- سليمان الباروني
- طنطاوي جوهري
- عبد العزيز بن متعب بن عبد الله الرشيد
- عبد الرحمن فهمي بك المصري
- فلاديمير لينين
- فيلدينغ غاريسون
- لويس فيرن
- ماركوس لوي
- ماريا مونتيسوري
- ماكسفيلد باريش
- محمد توفيق رفعت
- هيربرت كيلبن
- يوسف الدجوى
- يوسف الدجوي
- نجيب متري الصليبي
- يوهان لودفيغ مفينكل
- 15 أبريل - مينا بنسون هوبارد، مستكشفة كندية.
- 5 أغسطس - إدوارد آربر، إحاثي إنجليزي.
- 16 أكتوبر - الشاعر المصري أحمد شوقي. (توفي 1932 م).
- 31 أكتوبر - السير وليام جاكسون بوب كيميائي إنجليزي.

## وفيات
- ألكسندر دوما
- تشارلز ديكنز
- جيمس يانج سيمبسون
- روبرت إدوارد لي